# Gertrudis Bocanegra

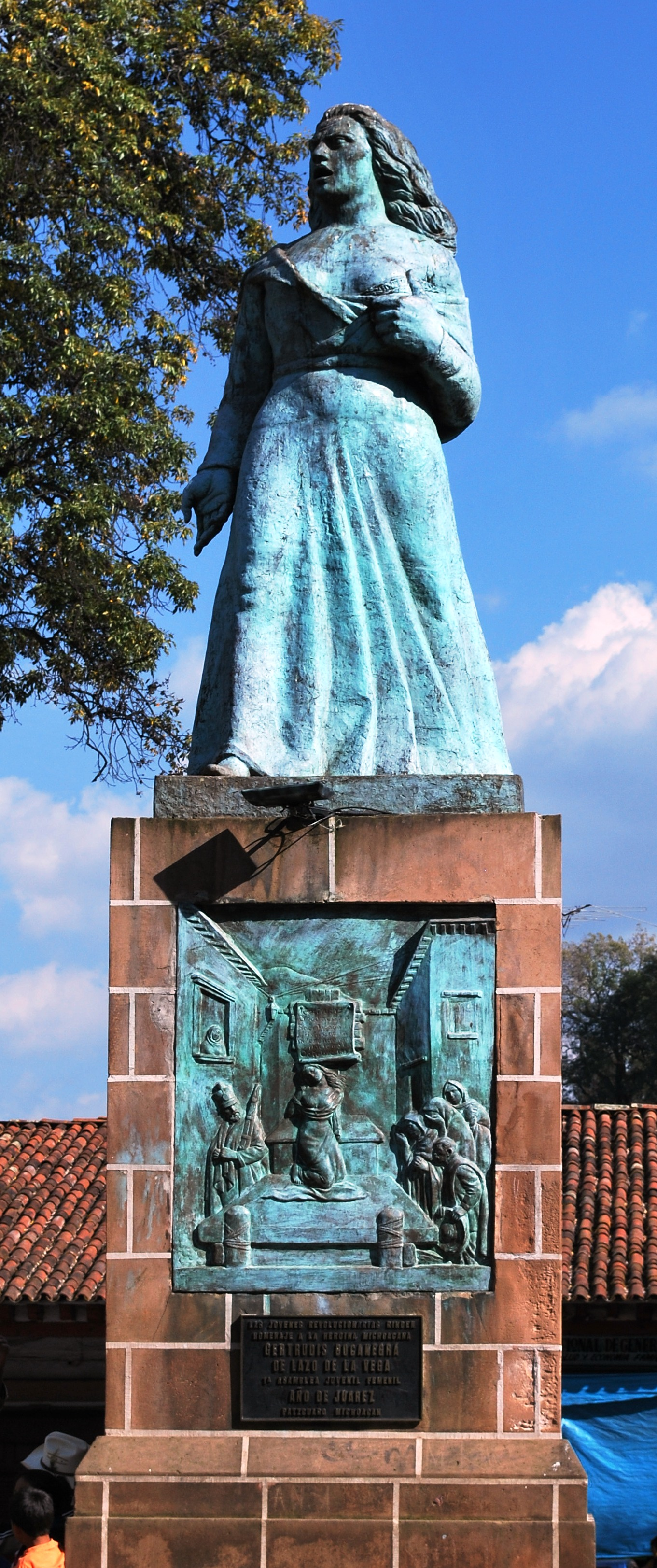
Monumentul ridicat în memoria femeii luptătoare, în oraşul ei natal

María Gertrudis Teodora Bocanegra Mendoza (n. 11 aprilie 1765 – d. 11 octombrie 1817) a fost o femeie din Mexic care a luptat în Războiul de Independență.
A fost arestată de armata regală, torturată și executată.
Încă din tinerețe s-a dovedit o femeie cultă, citind majoritatea autorilor iluminiști.
S-a căsătorit cu un ofițer care, la izbucnirea Războiului de Independență, a trecut de partea insurgenților conduși de Miguel Hidalgo y Costilla.
Rolul ei a constat în transmiterea de mesaje către rebeli și în recrutarea de luptători.
Soțul și fiul ei au căzut uciși în Bătălia de la podul Calderon din 1811.
În 1817 a fost trădată și capturată de către armata regală.
Refuzând să dea informații trupelor spaniole, este acuzată de trădare și condamnată la moarte.
A înfruntat cu demnitate plutonul de execuție.